# Danske mesterskaber i atletik 2010
Danske mesterskaber i atletik 2010 var det 117. år med danske mesterskab i atletik. Store-DM afgjordes på Odense Atletikstadion 7-9 august 2010.
Udenlandske statsborgere kan deltage i DM, efter de har boet fast i Danmark i seks måneder. Udenlandske statsborgere er mærkeret med flag for det land de er statsborgere i.

## Mænd
| Disciplin                                 | Guld | Sølv | Bronze                                                                                         |
| ----------------------------------------- | --- | --- | ---------------------------------------------------------------------------------------------- |
| 100 meter                                 | Jesper Simonsen Sparta Atletik 10,60                                                                               | Morten Jensen Sparta Atletik 10,80 | Martin Krabbe AK-Holstebro 10,81                                                               |
| 200 meter                                 | Jesper Simonsen Sparta Atletik 21,39                                                                               | Morten Jensen Sparta Atletik 21,55 | Nicklas Hyde Sparta Atletik 21,66                                                              |
| 400 meter                                 | Nicklas Hyde Sparta Atletik 47,45                                                                                  | Jacob Fabricius Riis Sparta Atletik 47,65 | Andreas Bube Bagsværd AC 47,68                                                                 |
| 800 meter                                 | Andreas Bube Bagsværd AC 1,52,26                                                                                   | Nick Jensen Sparta Atletik 1,52,62 | Rasmus Terp Vejle IF 1,52,92                                                                   |
| 1500 meter                                | Morten Munkholm Århus 1900 3,52,33                                                                                 | Jakob Hannibal Sparta Atletik 3,52,68 | Jakob Hoffmann Vejle IF 3,55,43                                                                |
| 5000 meter                                | Morten Munkholm Århus 1900 14,38,02                                                                                | Jakob Hannibal Sparta Atletik 14,39,23 | Abdi Ulad Hakin Korsør AM 14,43,09                                                             |
| 10.000 meter                              | Mikkel Kleis AGF 30,45,9                                                                                           | Ulrik Heitmann Århus 1900 30,54,48 | Morten Fransen Århus 1900 30,57,86                                                             |
| 110 meter hæk                             | Andreas Martinsen AK-Holstebro 14,27                                                                               | Christian Lauge Laugesen Sparta Atletik 14,94 | Jon Yde Bentsen Aalborg AM 15,26                                                               |
| 400 meter hæk                             | Christian Lauge Laugesen Sparta Atletik 53,05                                                                      | Jon Yde Bentsen Aalborg AM 53,59 | Thomas Cortebeeck Århus 1900 54,30                                                             |
| 3000 meter forhindring                    | Stephan Alex Jensen Hvidovre AM 8,56,57                                                                            | Ole Hesselbjerg Sparta Atletik 9,02,12 | Benjamin Wolthers Sparta Atletik 9,14,77                                                       |
| Højdespring                               | Janick Klausen Århus 1900 2,11                                                                                     | Frederik Thomsen Ballerup AK 2,03 | Andreas Jeppesen Skive AM 1,97                                                                 |
| Stangspring                               | Rasmus W. Jørgensen Sparta Atletik 4,95                                                                            | Martin Stensvig Sparta Atletik 4,85 | Mikkel Nielsen Sparta Atletik 4,65                                                             |
| Længdespring                              | Morten Jensen Sparta Atletik 7,80                                                                                  | Andreas Trajkovski Københavns IF 7,08 | Christian Lauge Laugesen Sparta Atletik 7,04                                                   |
| Trespring                                 | Anders Møller Sparta Atletik 16,38                                                                                 | Peder Pawel Nielsen Århus 1900 16,04 | Mads B. Hansen Hvidovre AM 14,05                                                               |
| Kuglestød                                 | Kim Juhl Christensen Sparta Atletik 18,93                                                                          | Michael Johansen Københavns IF 17,23 | Kenneth Mertz Sparta Atletik 17,00                                                             |
| Hammerkast                                | Torben Wolf-Jürgensen Esbjerg AM 61,25                                                                             | Simon Corlin Sparta Atletik 60,82 | Brian Nielsen Esbjerg AM 58,37                                                                 |
| Diskoskast                                | Peter Berling Dincher AGF 52,46                                                                                    | Michael Johansen Københavns IF 5006 | Dariusz Slowik Ballerup AK 49,47                                                               |
| Spydkast                                  | Richard Askholm Knudsen Odense Atletik/OGF 63,50                                                                   | Michael Nielsen Amager AC 62,94 | Torben Wolf-Jürgensen Esbjerg AM 60,94                                                         |
| Vægtkast                                  | Torben Wolf-Jürgensen Esbjerg AM 17,67                                                                             | Jonas Striegler Laursen Hvidovre AM 16,33 | Brian Nielsen Esbjerg AM 15,90                                                                 |
| Kastefemkamp                              | Torben Wolf-Jürgensen Esbjerg AM 4063 p                                                                            | Brian Nielsen Esbjerg AM 3731 p | Jakob Stand Skive AM 3474 p                                                                    |
| Tikamp                                    | Christian Lauge Laugesen Sparta Atletik 6989 p (Serie:11,31-6,86-12,96-1,94,50.31/ 14,95-34,30-4,00-43,90-4,40,13) | Mathias Andersen AK-Holstebro 6281 p (Serie:11,45-6,40-12,37-1,73-52,58/ 15,84-33,40-3,30-50,42-4,47,16)                                                                          | Olav Røe Amager AC 6076 p (Serie:11,49-6,25-13,26-1,88-53,60/ 16,20-45,12-0-54,90-5,09,78)     |
| 4 x 100 meter                             | Sparta Atletik (Emil Strøm, Jesper Simonsen, Nicklas Hyde, Morten Jensen) 41,33                                    | Odense Atletik/OGF (Kevin Motkus, Henrik Flarup, Jakob Bo Hedeager, Malthe Ludvigsen) 43,18 AK-Holstebro (Martin Krabbe, Andreas Martinsen, Mathias Andersen, Jakob Larsen) 43,18 | -                                                                                              |
| 1000 meter stafet (100-200-300-400 meter) | Sparta Atletik 1,53,08                                                                                             | AK-Holstebro (Jakob Larsen, Mathias Andersen, Martin Krabbe, Andreas Martinsen) 1,59,36                                                                                           | Århus 1900 (Gert Skals, Peder Nielsen, Thomas Cortebeeck, Daniel Bendix Christensen) 2,00,86   |
| 4 x 400 meter                             | Sparta Atletik (Jacob Fabricius Riis, Christian Lauge Laugesen, Rasmus Olsen, Nicklas Hyde) 3,19,15                | Århus 1900 (Andreas K. Christensen, Martin Kjær, Jesper Storgaard , Thomas Cortebeeck) 3,25,75                                                                                    | Københavns IF (Brian O. Jørgensen, Michael Schmidt, Matias Bredahl Reedtz, Aziz Omar ) 3,29,64 |
| 4 x 1500 meter                            | Sparta Atletik (Nick Jensen, Jeppe Harboe, Silas Johansen, Jakob Hanibal) 16,20,15                                 | Korsør AM (Mike Olsen, Lasse Sørensen, Abdi Ulad Hakim, Mads Tærsbøl) 16,48,45 | Holbæk Fremad (Søren Helmer, Peter Breiner Nielsen, Jonas Brandsbjerg, Søren Brasen) 17,32,14  |
| 5000 meter gang -bane                     | Andreas W. Nielsen GK Frem 2000                                                                                    | Arturo Santillan GK Frem 2000 | -                                                                                              |
| 10000 meter gang -bane                    | Andreas W. Nielsen GK Frem 2000 47,58,6                                                                            | Jacob Sørensen Sdr. Omme IF 51,38,2 | Arturo Santillan GK Frem 2000 59,06,5                                                          |
| 10000 meter gang -bane Hold               | GK Frem 2000 (Andreas W. Nielsen, Arturo Santillan, Bruno Christensen) 2.53.35,6                                   | - | -                                                                                              |
| 10km landevej                             | Morten Munkholm Århus 1900 29,58                                                                                   | Henrik Them Andersen Sparta Atletik 30,01 | Jesper Faurschou Herning LK 30,04                                                              |
| Kort cross                                | Morten Munkholm Århus 1900 13,03                                                                                   | Brian Lindberg AGF 13,07 | Henrik Them Andersen Sparta Atletik 13,08                                                      |
| Kort cross hold                           | Sparta 39,51 | Århus 1900 40,33 | Blovstrød 40,34                                                                                |
| Lang cross                                | Jakob Hannibal Sparta Atletik 33,26                                                                                | Henrik Them Andersen Sparta Atletik 33,42 | Morten Munkholm Århus 1900 34,04                                                               |
| Lang cross hold                           | Sparta Atletik 1,41,18                                                                                             | Århus 1900 1,44,47 | AGF 1,45,15                                                                                    |
| Halvmaraton                               | Jesper Faurschou Herning LK 1,05,13                                                                                | Ulrik Heitmann Århus 1900 1,06,32 | Michael Nielsen AGF 1,06,36                                                                    |
| Maraton                                   | Mikkel Kleis AGF 2,22,29                                                                                           | Torben Juul Viking Rønne 2,29,52 | Steen Riis-Petersen Herning Løbeklub 2,30,11                                                   |
| 100 km                                    | Thomas Skytte Dansk UltraLøber Klub 7,39,06                                                                        | Poul Petersen Holbælk LMK 7,49,48 | Ole Karlsen Holbælk LMK 8,03,46                                                                |
| 24 timer                                  | Leon Skriver Hansen Dansk UltraLøber Klub 204,336 km                                                               | Rene Kock Larsen YBS/FOA Guldborgsund 201,37 km | Claus Lyngberg SÅN 192,995 km                                                                  |
| Danmarksturneringen                       | Sparta Atletik | Hvidovre AM | Skive AM                                                                                       |

## Kvinder
| Disciplin                                 | Guld                                                                                              | Sølv                                                                                                 | Bronze |
| ----------------------------------------- | ------------------------------------------------------------------------------------------------- | --- | --- |
| 100 meter                                 | Anna Olsson Sparta Atletik 12,08                                                                  | Annelouise V. Jensen Silkeborg AK-77 12,19                                                           | Rugiatu Kallon Københavns IF 12,43                                                                        |
| 200 meter                                 | Anna Olsson Sparta Atletik 24,76                                                                  | Annelouise V. Jensen Silkeborg AK-77 25,23                                                           | Katrine Mikkelsen Aalborg AM 25,64                                                                        |
| 400 meter                                 | Helena Schmidt-Scherer Sparta Atletik 55,95                                                       | Katrine Mikkelsen Aalborg AM 57,82                                                                   | Helene Wellm Sparta Atletik 60,34                                                                         |
| 800 meter                                 | Alvilde Ossum Sparta Atletik 2,11,88                                                              | Dagmar Fæster Olsen Allerød AM 2,12,56                                                               | Karina Klok Amager AC 2,21,93                                                                             |
| 1500 meter                                | Marie-Louise Brasen Sparta Atletik 4,35,67                                                        | Line Kalstrup Schulz Randers Real 4,53,76                                                            | Marija Semak Blovstrød Løverne 4,58,19                                                                    |
| 5000 meter                                | Maria Sig Møller AGF 16,36,68                                                                     | Marie-Louise Brasen Sparta Atletik 17,03,61                                                          | Simone Glad Odense Atletik/OGF 17,21,75                                                                   |
| 10000 meter                               | Anne Sofie Pade Hansen Sparta Atletik 36,34,92                                                    | Dorte Dahl Blovstrød Løverne 36,53,05                                                                | Mette Møncke Bagsværd Atletik Club 38,38,04                                                               |
| 100 meter hæk                             | Anne Møller Aabenraa IG 14,05                                                                     | Louise Biede Silkeborg AK77 14,24                                                                    | Tine Bach Ejlersen Århus 1900 14,47                                                                       |
| 400 meter hæk                             | Stina Troest Amager AC 60.79                                                                      | Nanna Boholm Aalborg AM 63,86                                                                        | Helene Wellm Sparta Atletik 65,26                                                                         |
| 3000 meter forhindring                    | Simone Glad Odense Atletik/OGF 10,53,87                                                           | Caroline Groth Tauson Sparta Atletik 11,43,76                                                        | - |
| Højdespring                               | Line Skriver Randers Freja 1,64                                                                   | Sandra Bokvist Christensen Amager AC 1,61                                                            | Ekatarina Poliakova Århus 1900 1,61                                                                       |
| Længdespring                              | Jessie Ipsen Københavns IF 6,13                                                                   | Tine Bach Ejlersen Århus 1900 5,86                                                                   | Martha Traore Sparta Atletik 5,62                                                                         |
| Stangspring                               | Iben Høgh-Pedersen Randers Freja Atletik 4,05                                                     | Line Renée Jensen Skive AM 3,45                                                                      | Mette Gravlund Hansen Helsingør IF 3,35                                                                   |
| Trespring                                 | Lisbeth Bertelsen Vejle IF 12,36                                                                  | Laetitia Bruun Sparta Atletik 12,25                                                                  | Jeanette Hedeager Odense Atletik/OGF 11,88                                                                |
| Kuglestød                                 | Trine Mulbjerg Århus 1900 13,29                                                                   | Maria Sløk Hansen Hvidovre AM 13,01                                                                  | Meiken Greve Sparta Atletik 12,35                                                                         |
| Diskoskast                                | Maria Sløk Hansen Hvidovre AM 44,58                                                               | Ane Marchen Corlin Sparta Atletik 42,93                                                              | Trine Mulbjerg Århus 1900 42,85                                                                           |
| Spydkast                                  | Jane Lindved Århus 1900 47,80                                                                     | Maria Lykke Jensen Ballerup AK 46,58                                                                 | Marie Vestergaard Skive AM 39,12                                                                          |
| Hammerkast                                | Meiken Greve Sparta Atletik 55,29                                                                 | Heidi Toft Hansen Hvidovre AM 45,45                                                                  | Jane Lindved Århus 1900 42,38                                                                             |
| Kastefemkamp                              | Meiken Greve Sparta Atletik 3924 p DR                                                             | Maria Sløk Hansen Hvidovre AM 3806 p                                                                 | Trine Mulbjerg Århus 1900 3545 p                                                                          |
| Syvkamp                                   | Tine Bach Ejlersen Århus 1900 5281 p (Serie: 14,43-1,67-10,41-26,02/ 5,65-39,49-2,22,34)          | - | - |
| 4 x 100 meter                             | Sparta Atletik (Sara Brahmer-Svendsen, Martha Traore, Helena Schmidt-Scherer, Anna Olsson) 48,82  | Århus 1900 (Anna Thestrup Andersen, Henriette Pedersen, Tine Bach Ejlersen, Anne Effersø) 49,82      | Odense Atletik/OGF ( Sophie Roessler, Lara Roessler, Jeanette Hedeager, Line Lykkehøj) 50,40              |
| 1000 meter stafet (100-200-300-400 meter) | Aalborg AM 2,20,40                                                                                | Sparta Atletik 2,21,37                                                                               | Odense Atletik/OGF 2,33,73                                                                                |
| 4 x 400 meter                             | Sparta Atletik (Anna Olsson, Sara Brahmer-Svendsen, Helena Wehlm, Helena Schmidt-Scherer) 4,02,42 | Odense Atletik/OGF (Maiken Sjøholtstrand, Jeanette Hedeager, Mathilde Mørch, Katharina Most) 4,17,88 | Frederiksberg IF (Annemette Cheel Fisher, Katrine Hein Bunger, Louise Jakobsen, Ida Regitze Krag) 4.18.63 |
| 4 x 800 meter                             | Sparta Atletik (Marie-Louise Brasen, Helene Wellm, Leah Donde, Caroline Binder 9,51,45            | Blovstrød Løverne (Josefine Buchwald, Laura Stokbro, Marija Semak, Dorte Dahl) 10,03,66              | Hvidovre AM Signe Gadegård, Maria Basbøl, Nina Larsen, Desiree Culmsee) 10,05,67                          |
| 10km landevej                             | Elizabeth May Sparta Atletik 35,28                                                                | Joan Bláfoss KTK 86 35,32                                                                            | Gitte Karlshøj Århus 1900 35,55                                                                           |
| Kort cross                                | Aisha Rafique AGF 16,07                                                                           | Signe Gasbjerg Sparta Atletik 16,25                                                                  | Marie-Louise Brasen Sparta Atletik 16,26                                                                  |
| Kort cross -hold                          | Sparta Atletik 49,35                                                                              | Hvidovre AM 49,58                                                                                    | AGF 52,15                                                                                                 |
| Lang cross                                | Nanna Bagger Skive AM 33,35                                                                       | Aisha Rafique AGF 33,50                                                                              | Anne-Sofie Pade Hansen Sparta Atletik 34,06                                                               |
| Lang cross -hold                          | Sparta Atletik 1,42,53                                                                            | Bagsværd AC 1,45,17                                                                                  | Hvidovre AM 1,46,16                                                                                       |
| Halvmaraton                               | Anne-Sofie Pade Hansen Sparta Atletik 1,18,21                                                     | Signe Gasbjerg Sparta Atletik 1,18,33                                                                | Vibeke Houlborg Skive AM 1,20,45                                                                          |
| Maraton                                   | Anne-Mette Aagaard Sparta Atletik 2,38,49                                                         | Anne-Sofie Pade Hansen Sparta Atletik 2,44,16                                                        | Lone Balling Skive AM 2,57,06                                                                             |
| Maraton -hold                             | Sparta Atletik 1 (Anne-Mette Aagaard – Anne-Sofie Pade Hansen – Anja Birk Olsen) 8,25,53          | Sparta Atletik 2 (Mette Willer Oldenborg – Lotte Nielsen – Anette H. Christensen) 9,19,51            | Skive AM (Lone Balling – Luise Sønder – Anne Sigaard Jensen) 9,44,22                                      |
| 100 km                                    | Birgitte Munch Nielsen Dansk UltraLøber Klub 10,06,13                                             | Gurli Hansen SÅN 12,55,23                                                                            | - |
| 24 timer                                  | Mette Pilgaard AMOK Aalborg 195,376 km                                                            | Anne Dorthe Mahato Kirkeby Løbeklub/Dulk 194,344 km                                                  | Britta Karlsson TIK-Løberne 116,616 km                                                                    |
| 3000 meter gang (bane)                    | Josefine Klausen GK Frem 2000 14,42,72                                                            | Angela Manegold Svendsen Phønix/VI-39 Vallensbæk 17,48,58                                            | - |
| 5000 meter gang (bane)                    | Josefine Klausen GK Frem 2000 25,24,6                                                             | Angela Manegold Svendsen Phønix/VI-39 Vallensbæk 30,35,3                                             | - |
| Danmarksturneringen                       | Sparta Atletik                                                                                    | Århus 1900                                                                                           | Silkeborg AK 77                                                                                           |